# 初期微動

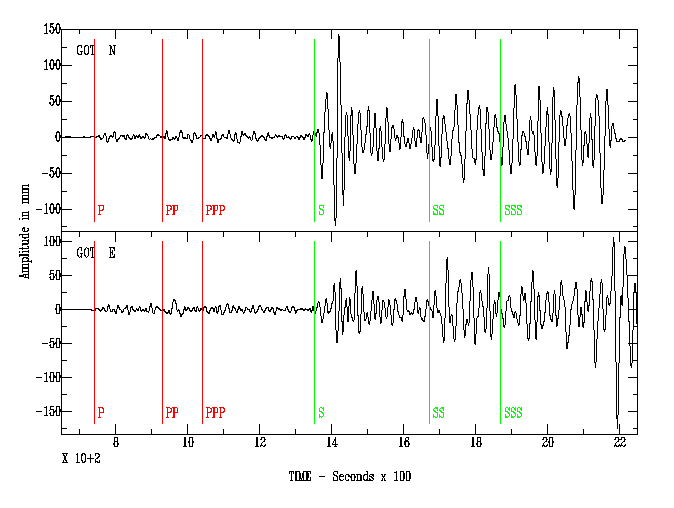
1906年サンフランシスコ地震の際にドイツの地震計で観測された地震波の波形。一番左の赤線から一番左の緑線までの間が初期微動。

初期微動（しょきびどう、preliminary tremors）とは、地震における最初の小規模な地震動のこと。地震波のP波によって引き起こされる揺れのことである。また、初期微動はP波が到達してからS波が到達するまでの間継続し、その後の地震動は主要動という。

## 概要
地震動は地震波により引き起こされ、地震波はP波・S波・表面波から構成されている。P波・S波・表面波の速度はそれぞれ異なっており、P波は5〜7km/秒、S波は3〜4km/秒である。そのため、観測地点から見ると、地震波はまずP波から到達し、ついでS波・表面波の順となる。地震動もそれぞれの地震波によって引き起こされるため、まずP波による揺れ、次いでS波による揺れが起きる。
P波は疎密波であり、その揺れはS波によるものより小さい。そのため、この揺れを初期微動と呼称する。P波は地震波（地震動）の周期が短いため、初期微動はカタカタという小刻みの揺れであり、人間の体感ではそれほど大きな揺れではない。また、建物などを大きく揺らす周期とも一致していないため、初期微動の段階では建物が壊れるようなことは少ない。

## 初期微動継続時間（PS時間）
初期微動継続時間（duration of preliminary tremors）またはPS時間は、P波とS波の速度差に由来する。そのため、震源が遠いほどPS時間は長くなる。逆に震源地直近においては、ほとんどPS時間はなくなる。大森公式により、PS時間の秒数に8をかけると、ほぼ震源距離（km）になる（たとえばPS時間が20秒のとき、震源距離はおよそ160km）。このため、1つの地震計波形からその観測点と震源の距離を概算したり、少数の地震計波形から震源の位置を決定する際にも、PS時間は有用である。
防災の面からは、この初期微動の時間は、有効なものとされている。初期微動は、S波による地震動より相対的に小さいものであるために、この微動の時間においては避難も容易であり、地震警報システムやエレベーターのP波センサ付き地震時管制運転のイニシャルタイムとしても使われる。